# ヒメマツバボタン
ヒメマツバボタン（姫松葉牡丹、学名: Portulaca pilosa）はスベリヒユ科の多肉質一年草または多年草。道端や敷石の間、畑、砂地などに生える。別名：ケツメクサ、ケヅメグサ（毛爪草）。

## 特徴
高さ10 - 20センチメートル (cm) 。茎や葉は多肉質で、赤褐色を帯びる。茎は基部からよく分岐して地を這い、長さ30 cmほどになる。葉は扁平な棒状で長さ5 - 12ミリメートル (mm) 、幅1.5 - 3 mm、茎の中部から上部にかけて互生し、枝先では輪生状に生える。基部に縮れた白毛がある。
花期は7 - 9月。茎の先端に直径1 cmほどの紅紫色の5弁花を2 - 3個つける。花がつく葉の基部は、特に毛束が顕著である。花は晴れた日中だけ咲き、開花時間は短い。果実は蒴果で、楕円形をしており、熟すと横に裂けるように蓋を開けて多数の種子を撒布する。種子は径0.5 mmと微細で、光沢のある黒色をしている。染色体数は、2 n=16, 18, 36。
観賞用に栽培されるマツバボタンと比べ、葉も花も小さいため名前にヒメが付いている。肉厚の茎葉は乾燥に強く、ちぎれた断片から根づくことに加え、細かい種子が雨風で運ばれて繁殖する。

## 分布と生育環境
熱帯アメリカ原産。1960年代に帰化が知られるようになり、日本では本州の関東地方以南から南西諸島に帰化。特に暖地の沿海地に多い。環境省の生態系被害防止外来種リストに掲載され、重点対策外来種に指定されている。 乾いた道端や畑地、海岸の岩場などに生える。

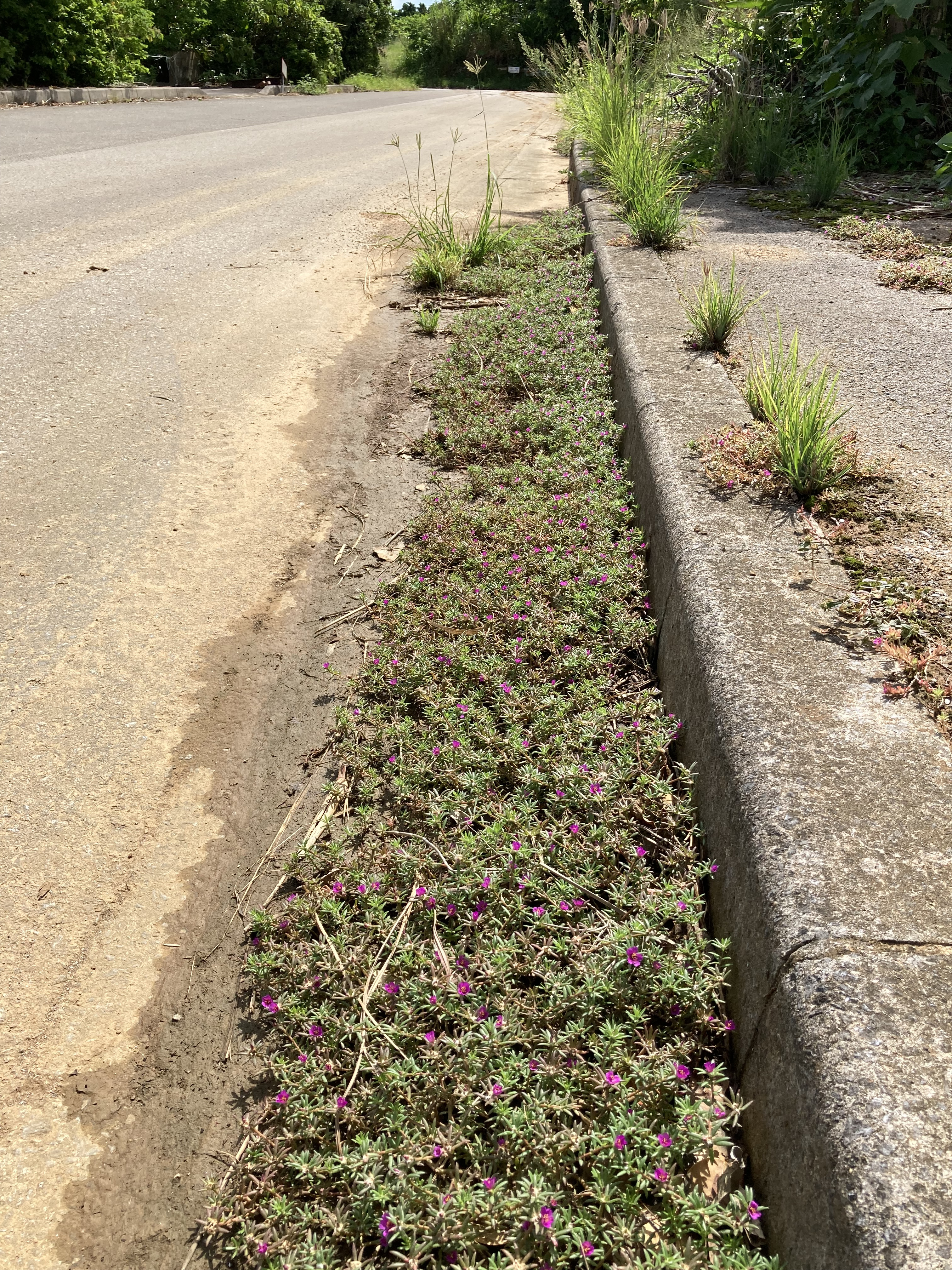
路側に生育するヒメマツバボタン（沖縄県石垣市平久保平野）